# 静勝寺
静勝寺（じょうしょうじ）は、東京都北区赤羽西1丁目（旧豊島郡稲付村）にある曹洞宗の寺院。

## 歴史

### 稲付城

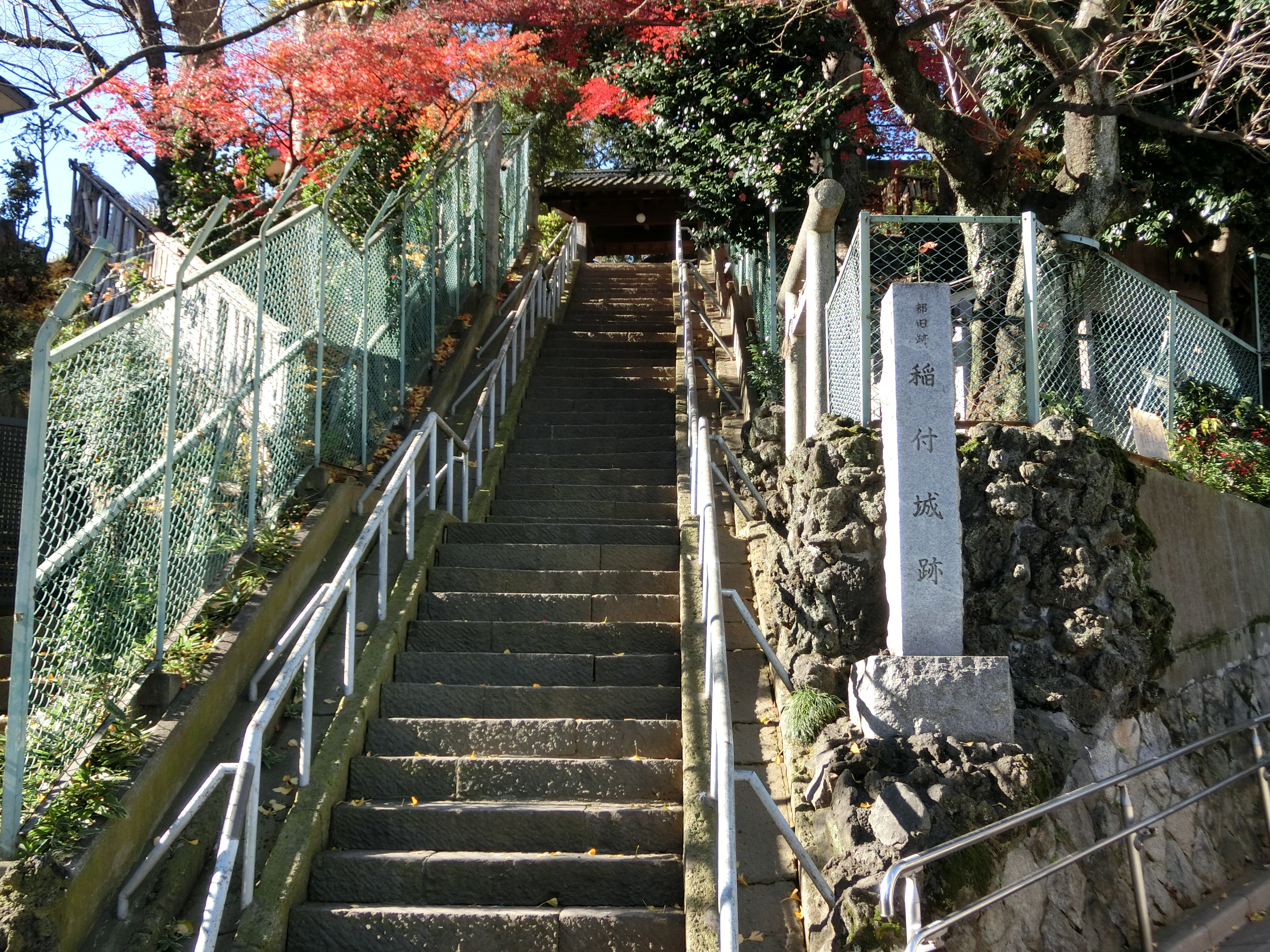
稲付城跡

当寺院を含め元々当地一帯は稲付城（いねつけじょう）と呼ばれていた城があったところと言われている。一説によると、戦国時代に太田道灌が築城したと伝わっている（扇谷上杉氏によるとの説もある。ただ、太田道灌は扇谷上杉氏の家臣だったので、少なからず関わっていたと言われている）。
道灌の孫である太田資高およびその子太田康資が、2代にわたり当地に館を築いていたが、その後に稲付城は後北条氏のものになり、後北条氏滅亡後は江戸に入った徳川家康の命により廃城になったとされる。

### 寺の歴史
静勝寺の由来は太田道灌の死後、道灌の師・雲綱和尚が1504年に、城の一角に彼を弔う堂を建立して道灌寺としたことにはじまる。その後に明暦元年（1655年）、道灌の子孫の太田資宗が堂などを整備して中興、道灌とその父・太田資清の法号によって寺号を自得山静勝寺と改めたと言われている。
江戸時代を通じて、静勝寺は太田氏の菩提寺とされ、道灌堂（太田道灌像を祀る堂、1715年建立）、旧本堂（現在の弁天堂、1694年建立）などを造営するなど深くかかわっていた。
関東大震災後の1928年に、現在の本堂が完成した。観音堂は2007年に建立された。
稲付城跡を含め、当寺院一帯は東京都の史跡になっている。

## 主な施設
- 本堂
- 弁天堂
- 道灌堂 - 太田道灌像を祀る。月命日の毎月26日に開帳される。像は北区指定有形文化財（1989年指定）。この道灌像は元禄8年（1695年）に作られて、現在は1987年に修復がなされたもの[6]。
- 山門
- 庫裏・雄峰閣（客殿）
- 中庭
- 観音堂

## アクセス
- 赤羽駅（JR東日本）より徒歩3分（西口）
- 拝観は無料。日中の時間帯のみ受け付け。
- 駐車施設:あり（少数）

## 亀ヶ池弁財天

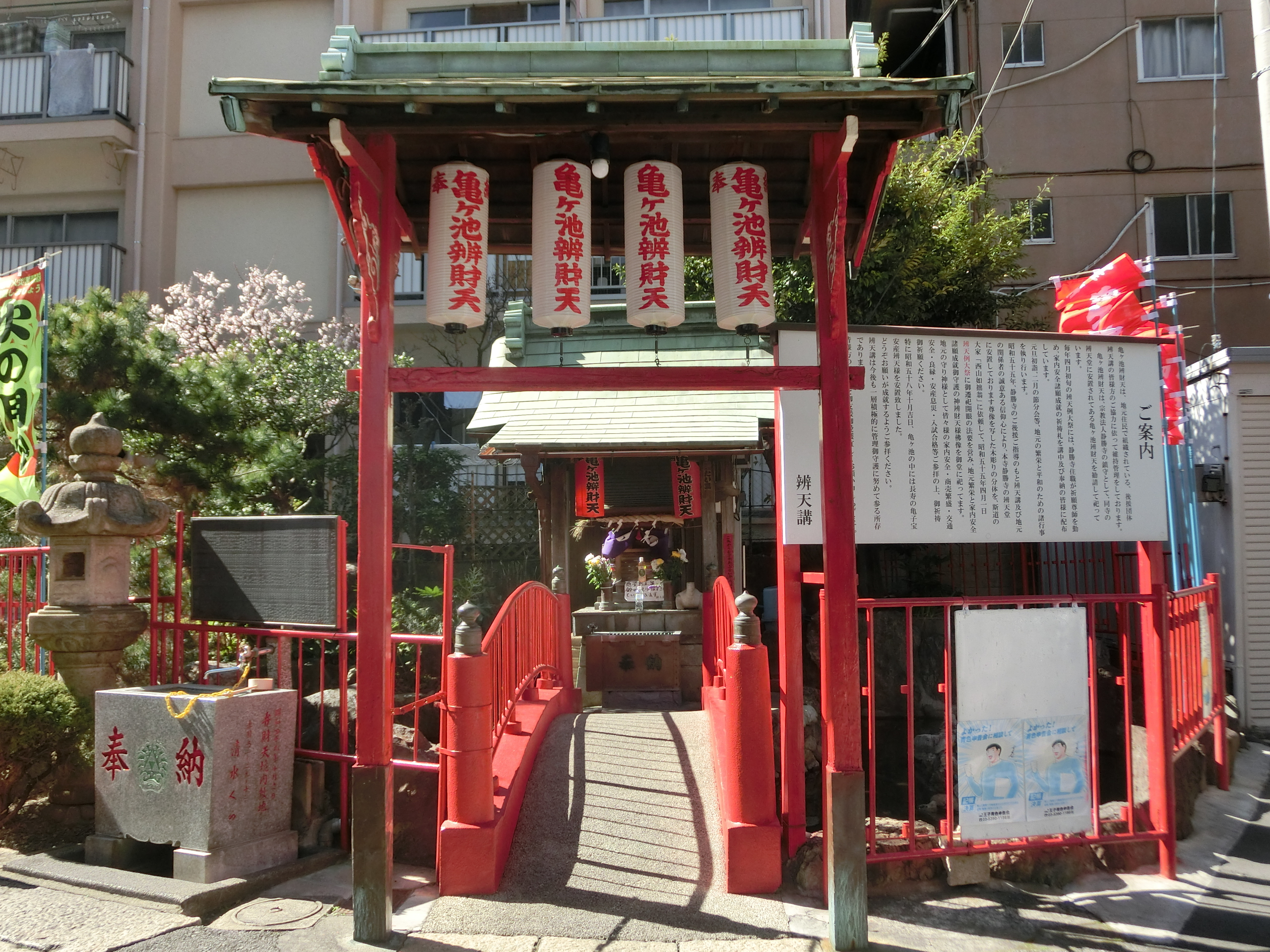
亀ヶ池弁財天

亀ヶ池弁財天（かめがいけべんざいてん）は、東京都北区赤羽西1-29-17にある弁天堂。地元商店街が中心となった弁天講の要望で、1980年に静勝寺弁天堂から弁財天を勧請した。例大祭は4月第1日曜日。明治時代以前に赤羽駅西口付近に存在した亀ヶ池からその名を取っている。